# Александър Арсениев
Александър Арсениев е български адвокат и политик.

## Биография
Александър Арсениев е роден в централния македонски български град Велес, Османската империя, днес в границите на Северна Македония. Емигрира в Свободна България. В 1893 година е избран за депутат в Седмото обикновено народно събрание, а след това е избиран в Осмото, Десетото, Дванадесетото и Тринадесетото обикновено народно събрание.